# CityFMさいたま
CityFMさいたま株式会社（シティエフエムさいたま）は、埼玉県さいたま市浦和区に本社を置くコミュニティ放送事業者である。2005年12月1日に開局。愛称は「REDS WAVE」。

## 概要
包装メーカーであるオリエント（さいたま市桜区）の代表が局の代表を務め、その親族で過半数の株式を保有している。
「レッズ応援放送局」をコンセプトにしており、浦和レッドダイヤモンズに関係する番組を多く放送している。浦和ワシントンホテル1階にスタジオがある。
2009年9月15日よりサイマルラジオに加盟。現在は浦和レッズ戦中継の再放送を除く番組をインターネット聴取できる。
2015年11月8日より周波数を87.3MHz、出力を20Wに変更、同時に放送エリアを浦和区内からさいたま市全域へ拡大。これに先立ち、11月1日にCityFMさいたま株式会社に社名を変更した（愛称は改称しない）。

## 沿革
- 2005年（平成17年）
  - 10月31日 - 株式会社エフエム浦和に予備免許交付。
  - 12月1日 - 株式会社エフエム浦和（REDS WAVE）開局。周波数78.3MHz、出力3Wで放送開始。
- 2009年（平成21年）9月15日 - 一部の番組においてサイマルラジオによる聴取が可能となる。
- 2014年（平成26年）10月頃  - ミュージックバードのネット受けを開始。
- 2015年（平成27年）
  - 11月1日 - CityFMさいたま株式会社に社名を変更。
  - 11月8日 - 周波数を87.3MHzへ変更し、出力を20Wに増力。

## タイムテーブル
曜日一覧タイムテーブルを参照。
太字は自社制作番組。【L】は生放送、【再】は再放送。
■はREDS WAVE発の生放送番組、■はミュージックバード発の番組。■は、コミュニティFM制作番組。

### 平日
| 時                                                                            | 月曜日 | 火曜日 | 水曜日 | 木曜日 | 金曜日 |
| 5                                                                             | 00 Morning Stream（邦楽70～80年代） | 00 Morning Stream（邦楽70～80年代） | 00 Morning Stream（邦楽70～80年代） | 00 Morning Stream（邦楽70～80年代） | 00 Morning Stream（邦楽70～80年代） |
| 6                                                                             | 00【L】Morning Community - 橘しんご（月 - 水）・川久保秀一（木・金）                                                                          | 00【L】Morning Community - 橘しんご（月 - 水）・川久保秀一（木・金）                                                                          | 00【L】Morning Community - 橘しんご（月 - 水）・川久保秀一（木・金）                                                                          | 00【L】Morning Community - 橘しんご（月 - 水）・川久保秀一（木・金）                                                                          | 00【L】Morning Community - 橘しんご（月 - 水）・川久保秀一（木・金）                                                                          |
|                                                                               | 55 ようこそ浦和宿へ╱浦和の歴史と文化 - 浦和ガイド会                                                                                           | | | | |
| 7                                                                             | | | | | |
| 8                                                                             | 00【L】Flap Flap - 家田紗綾子（浦和ワシントンホテルから生放送）                                                                               | 00【L】Flap Flap - 家田紗綾子（浦和ワシントンホテルから生放送）                                                                               | 00【L】Flap Flap - 家田紗綾子（浦和ワシントンホテルから生放送）                                                                               | 00【L】Flap Flap - 家田紗綾子（浦和ワシントンホテルから生放送）                                                                               | 00【L】Flap Flap - 家田紗綾子（浦和ワシントンホテルから生放送）                                                                               |
| 9                                                                             | 00【L】Flap Flap - 家田紗綾子（浦和ワシントンホテルから生放送）                                                                               | 00【L】Flap Flap - 家田紗綾子（浦和ワシントンホテルから生放送）                                                                               | 00【L】Flap Flap - 家田紗綾子（浦和ワシントンホテルから生放送）                                                                               | 00【L】Flap Flap - 家田紗綾子（浦和ワシントンホテルから生放送）                                                                               | 00【L】Flap Flap - 家田紗綾子（浦和ワシントンホテルから生放送）                                                                               |
| 55 防災インフォ╱万一の災害に備えて                                            | | | | | |
| 10                                                                            | 00【再】全国キャンデーズ研究会 | 00【再】20世紀ポップスアワー | 00【再】岩船ひろきの あふれだすメロディ | 00【再】DelightStyleの Going My Way | 00【再】吉武大地の 未来くるミュージック! |
| 10                                                                            | 55 防犯ホットライン╱日々を安全に過ごすために                                                                                                  | | | | |
| 11                                                                            | 00【再】アイパー滝沢のホゥ! リー・ナイト・フィーバー                                                                                          | 00 スター名曲選 | 00【再】日本全国 石原まさし 『まさしのミュージック チャンプルー』                                                                             | 00 みんなあつまれ！ ワクワクサワー【再】 | 00 湘南ベース【再】 |
| 11                                                                            | 55 ようこそ浦和宿へ╱浦和の歴史と文化 - 浦和ガイド会                                                                                           | | | | |
| 12                                                                            | 00【L】つながるさいたま - 松岡智美（月）・入江綾結美（火）・加治木麻耶（水）小澤由実（木）・徳重美穂（金） （浦和ワシントンホテルから生放送） | 00【L】つながるさいたま - 松岡智美（月）・入江綾結美（火）・加治木麻耶（水）小澤由実（木）・徳重美穂（金） （浦和ワシントンホテルから生放送） | 00【L】つながるさいたま - 松岡智美（月）・入江綾結美（火）・加治木麻耶（水）小澤由実（木）・徳重美穂（金） （浦和ワシントンホテルから生放送） | 00【L】つながるさいたま - 松岡智美（月）・入江綾結美（火）・加治木麻耶（水）小澤由実（木）・徳重美穂（金） （浦和ワシントンホテルから生放送） | 00【L】つながるさいたま - 松岡智美（月）・入江綾結美（火）・加治木麻耶（水）小澤由実（木）・徳重美穂（金） （浦和ワシントンホテルから生放送） |
| 13                                                                            | 00【L】つながるさいたま - 松岡智美（月）・入江綾結美（火）・加治木麻耶（水）小澤由実（木）・徳重美穂（金） （浦和ワシントンホテルから生放送） | 00【L】つながるさいたま - 松岡智美（月）・入江綾結美（火）・加治木麻耶（水）小澤由実（木）・徳重美穂（金） （浦和ワシントンホテルから生放送） | 00【L】つながるさいたま - 松岡智美（月）・入江綾結美（火）・加治木麻耶（水）小澤由実（木）・徳重美穂（金） （浦和ワシントンホテルから生放送） | 00【L】つながるさいたま - 松岡智美（月）・入江綾結美（火）・加治木麻耶（水）小澤由実（木）・徳重美穂（金） （浦和ワシントンホテルから生放送） | 00【L】つながるさいたま - 松岡智美（月）・入江綾結美（火）・加治木麻耶（水）小澤由実（木）・徳重美穂（金） （浦和ワシントンホテルから生放送） |
| 55 防災インフォ                                                               | | | | | |
| 14                                                                            | 00 イトーとスドーの 長めモノ申し隊！ | 00 リメンバー・ミュージック（邦楽 2000年代）                                                                                                  | 00 リメンバー・ミュージック（邦楽 2000年代）                                                                                                  | 15 だんだんどうも、南魚沼 - 〈FM雪国〉 | 00 Luca 地球予報 |
| 14                                                                            | 00 イトーとスドーの 長めモノ申し隊！ | 15 おでかけルンルン、旅っチャオ - 生井乃粒 | 15 声でつづるEssay - 坂 由里江 | 15 ちょい懐!トレンディー - 博林由貴 | 30 神田陽乃丸の 3時前だョ!醸成講談 - 神田陽乃                                                                                                 |
| 14                                                                            | 00 イトーとスドーの 長めモノ申し隊！ | 35 きままにラジオノート - 片桐真理子 | 35 クック ぱパッと! - 松本早苗 | 35 アロハ・ブレイク - 芹沢美智子・和田まさの                                                                                                  | 30 神田陽乃丸の 3時前だョ!醸成講談 - 神田陽乃                                                                                                 |
| 14                                                                            | 00 イトーとスドーの 長めモノ申し隊！ | 48 快適生活ラジオショッピング | | | |
| 14                                                                            | 55 浦和あんしん情報館《さいたま市防犯協会》                                                                                                   | | | | |
| 15                                                                            | 00【L】アフタヌーン・パラダイス（東京・三軒茶屋から生放送） 55 ようこそ浦和宿へ - 浦和ガイド会                                                | 00【L】アフタヌーン・パラダイス（東京・三軒茶屋から生放送） 55 ようこそ浦和宿へ - 浦和ガイド会                                                | 00【L】アフタヌーン・パラダイス（東京・三軒茶屋から生放送） 55 ようこそ浦和宿へ - 浦和ガイド会                                                | 00【L】アフタヌーン・パラダイス（東京・三軒茶屋から生放送） 55 ようこそ浦和宿へ - 浦和ガイド会                                                | 00【L】@FRIDAY! 16:45 風雲ラジオショッピングぅ                                                                                                |
| 16                                                                            | 00【L】アフタヌーン・パラダイス（東京・三軒茶屋から生放送） 55 ようこそ浦和宿へ - 浦和ガイド会                                                | 00【L】アフタヌーン・パラダイス（東京・三軒茶屋から生放送） 55 ようこそ浦和宿へ - 浦和ガイド会                                                | 00【L】アフタヌーン・パラダイス（東京・三軒茶屋から生放送） 55 ようこそ浦和宿へ - 浦和ガイド会                                                | 00【L】アフタヌーン・パラダイス（東京・三軒茶屋から生放送） 55 ようこそ浦和宿へ - 浦和ガイド会                                                | 00 【L】 Weekly GOLF Review ～NO GOLF! NO LIFE!～                                                                                             |
| 16                                                                            | 55 地名百科╱地域の地名の由来をわかりやすく - 仲本朗読の会                                                                                     | | | | |
| 17                                                                            | 00【L】Evening Pass - 小川昂子（月）さわあこ（火 - 木）                                                                                       | 00【L】Evening Pass - 小川昂子（月）さわあこ（火 - 木）                                                                                       | 00【L】Evening Pass - 小川昂子（月）さわあこ（火 - 木）                                                                                       | 00【L】Evening Pass - 小川昂子（月）さわあこ（火 - 木）                                                                                       | 00【L】Weekend Pass - 齋藤裕一 17:30 We Love REDS 17:45 のびのびシティさいたま市 18:30 こんにちはイオンです                                   |
| 18                                                                            | 00【L】Evening Pass - 小川昂子（月）さわあこ（火 - 木）                                                                                       | 00【L】Evening Pass - 小川昂子（月）さわあこ（火 - 木）                                                                                       | 00【L】Evening Pass - 小川昂子（月）さわあこ（火 - 木）                                                                                       | 00【L】Evening Pass - 小川昂子（月）さわあこ（火 - 木）                                                                                       | 00【L】Weekend Pass - 齋藤裕一 17:30 We Love REDS 17:45 のびのびシティさいたま市 18:30 こんにちはイオンです                                   |
| 55 ホットステージウラワケイバ╱浦和競馬場からのお知らせ 《埼玉県浦和競馬組合》 | | | | | |
| 19                                                                            | 00【L】You're The REDS - 齋藤裕一（月）・岬あきら（火）・布施貴美子（水）・北条ふとし（木）                                                   | 00【L】You're The REDS - 齋藤裕一（月）・岬あきら（火）・布施貴美子（水）・北条ふとし（木）                                                   | 00【L】You're The REDS - 齋藤裕一（月）・岬あきら（火）・布施貴美子（水）・北条ふとし（木）                                                   | 00【L】You're The REDS - 齋藤裕一（月）・岬あきら（火）・布施貴美子（水）・北条ふとし（木）                                                   | 00【L】You're The REDS Friday - 吉沢康一・出口直寛                                                                                            |
| 19                                                                            | 55 クリーンガイド╱ゴミ収集についてのお知らせ                                                                                                  | | | | 00【L】You're The REDS Friday - 吉沢康一・出口直寛                                                                                            |
| 20                                                                            | 00 DelightStyleの Going My Way | 00 岩船ひろきの あふれだすメロディ | 00 【L】水萌みずの ユニ×カルラジオ | 00 吉武大地の 未来くるミュージック | 00【L】You're The REDS Friday - 吉沢康一・出口直寛                                                                                            |
| 20                                                                            | 55 受信ガイド╱レッズウェーブをクリアに受信するためのテクニック                                                                                | | | | |
| 21                                                                            | 00 スター名曲選 | 00 アイパー滝沢のホゥ! リー・ナイト・フィーバー - アイパー滝沢                                                                                | 00 湘南ベース【再】 | 00 神楽まちの語り 奏でて叶エール! | 00 全国キャンデーズ研究会 |
| 21                                                                            | 55 The RED Voice／Get Goa♪ 浦和レッズの歴代選手コール＆応援歌集                                                                               | | | | |
| 22                                                                            | 00 アニDX - ワイドビュー伊藤・にか | 00 日本全国 石原まさし 『まさしのミュージック チャンプルー』                                                                                  | 00 みんなあつまれ! ワクワクサワー 〈ボイスキュー〉                                                                                            | 00 ウラワ戦隊 ほっとレンジャーの ほっとけなRADIO RX                                                                                           | 00 メイフィルのメイ |
| 22                                                                            | 55 Recommend Sounds | | | | |
| 23                                                                            | 00【再】You're The REDS | 00【再】You're The REDS | 00【再】You're The REDS | 00【再】You're The REDS | 00【再】You're The REDS Friday 23:55 Recommend Sounds                                                                                         |
| 23                                                                            | 55 Recommend Sounds | | | | 00【再】You're The REDS Friday 23:55 Recommend Sounds                                                                                         |
| 0                                                                             | 00 スパイスオブキラリ - 関谷佳代子・齋藤美保 〈FM茶笛〉                                                                                       | 00 RADIO BOHEMIA - ロバートハリス・弓月ひろみ 〈FMおだわら〉                                                                                  | 00 勝手にオールスターズ - やのっち&ひろみ 〈FM OZE〉                                                                                          | 00 マチノタネ. - 舩越亮・清水元嗣・DJ Nobby                                                                                                   | 00【再】You're The REDS Friday 23:55 Recommend Sounds                                                                                         |
| 0                                                                             | 00 スパイスオブキラリ - 関谷佳代子・齋藤美保 〈FM茶笛〉                                                                                       | 00 RADIO BOHEMIA - ロバートハリス・弓月ひろみ 〈FMおだわら〉                                                                                  | 30 今井宏美のYou&I - 今井宏美〈八王子FM〉 | 00 マチノタネ. - 舩越亮・清水元嗣・DJ Nobby                                                                                                   | 00【再】You're The REDS Friday 23:55 Recommend Sounds                                                                                         |
| コミュニティ発 全国放送ゾーン（1:00 - 3:00）                                  | コミュニティ発 全国放送ゾーン（1:00 - 3:00）                                                                                                  | コミュニティ発 全国放送ゾーン（1:00 - 3:00）                                                                                                  | コミュニティ発 全国放送ゾーン（1:00 - 3:00）                                                                                                  | コミュニティ発 全国放送ゾーン（1:00 - 3:00）                                                                                                  | 00 Friday Night Fever☆ 円楽の シネマトーク＆ミュージック                                                                                      |
| 1                                                                             | 00 アニメ関門文化学園 〈COME ON! FM〉 | 00 益子直美の怒ってはいけないラジオ 〈レディオ湘南〉                                                                                          | 00 花*花 Style 〈BAN-BANラジオ〉 | 00 めんそーれ読谷 〈FMよみたん〉 | 00 Friday Night Fever☆ 円楽の シネマトーク＆ミュージック                                                                                      |
| 1                                                                             | 00 アニメ関門文化学園 〈COME ON! FM〉 | 30 徳島LSC 純夏の Waterside NOW! 〈エフエムびざん〉                                                                                           | 30 上地等の Waking Taking Radio 〈FM石垣サンサンラジオ〉                                                                                      | 00 めんそーれ読谷 〈FMよみたん〉 | 00 Friday Night Fever☆ 円楽の シネマトーク＆ミュージック                                                                                      |
| 2                                                                             | 00 インディーズ・アロー 〈FMはつかいち〉 | 00 ダブルグッチーのなまら同窓会 〈エフエムいるか〉                                                                                            | 00 渡辺俊美のINTER PLAY 〈FMおだわら〉 | 00 今夜もととのいたい! 〈MID-FM〉 | コミュニティ発 全国放送ゾーン （2:00 - 3:00）                                                                                                 |
| 2                                                                             | 00 インディーズ・アロー 〈FMはつかいち〉 | 00 ダブルグッチーのなまら同窓会 〈エフエムいるか〉                                                                                            | 00 渡辺俊美のINTER PLAY 〈FMおだわら〉 | 00 今夜もととのいたい! 〈MID-FM〉 | 00 アイパー滝沢のホゥ! リーナイト・フィーバー 〈REDS WAVE〉                                                                                   |
| 2                                                                             | 00 インディーズ・アロー 〈FMはつかいち〉 | 30 きゅんです!サイエンス 〈ボイスキュー〉 | 00 渡辺俊美のINTER PLAY 〈FMおだわら〉 | 00 今夜もととのいたい! 〈MID-FM〉 | |
| 3                                                                             | 00 JAZZ VOCALの夜 | 00 JAZZ VOCALの夜 | 00 JAZZ VOCALの夜 | 00 JAZZ VOCALの夜 | 00 週刊メディア通信 |
| 4                                                                             | 00 slow life, slow music | 00 slow life, slow music | 00 slow life, slow music | 00 slow life, slow music | 00 slow life, slow music |

### 週末
| 時間 | 土曜日 | 日曜日                                                                          |
| 5    | 00 森雅紀の目覚ましラジオ - 森雅紀 | 00 みすゞさんと明るいほうへ〈しゅうなんFM〉                                     |
| 5    | 00 森雅紀の目覚ましラジオ - 森雅紀 | 30 目覚めの時間 ～ヨグマタ相川圭子のアセンションプリーズ - 相川圭子、林勇太     |
| 6    | 00 KZOO ALOHA HOTLINE “Aloha Rainbow” | 00 経営軍師 岡漱一郎の絶対負けない社長の法則 〈エフエムとおかまち〉             |
| 6    | 55 城下町いわつき歴史探訪 - 岩槻ガイド会 |                                                                                 |
| 7    | 00【L】 シビルトーン♪～素敵な週末～ - 小谷大輔、湯浅円 | 00【L】おはようサンデー - 河村由美                                              |
| 7    | 55 ようこそ浦和宿へ- 浦和ガイド会 |                                                                                 |
| 8    | 00【L】シビルトーン♪～素敵な週末～ | 00【L】おはようサンデー                                                         |
| 8    | 55 地名百科 - 仲本朗読の会 |                                                                                 |
| 9    | 00 アース製薬100周年記念 「忽那賢志のRhythm Medication」 - 忽那賢志、古賀涼子 | 00 【L】グッ★モニ - 橘しんご                                                    |
| 9    | 30 ソトコトラジオ - 指出一正、小野田隼人、黒瀬智恵 | 00 【L】グッ★モニ - 橘しんご                                                    |
| 9    | 55 防災インフォ |                                                                                 |
| 10   | 00 【L】 Brand-new Saturday | 00 【L】グッ★モニ                                                               |
| 10   | 55 防犯ホットライン |                                                                                 |
| 11   | 00 よくばりママのハッピーサタデー - 岩崎愛・本田澄佳 | 00【L】ロコラバ -LoCo Lovers- - 川久保秀一、横田香峰                            |
| 11   | 55 ようこそ浦和宿へ - 浦和ガイド会 |                                                                                 |
| 12   | 00 ルートインホテルズ presents おせつときょうたの『ラジオにチェックイン』 | 00 さいたま市未来くるFM放送局 協力:さいたま市教育委員会 ※2025/9/14より 12:00 -  |
| 12   | 30 UNFAIR RULEのひとりごと - UNFAIR RULE | 00 さいたま市未来くるFM放送局 協力:さいたま市教育委員会 ※2025/9/14より 12:00 -  |
|      | 55 城下町いわつき歴史探訪 - 岩槻ガイド会 |                                                                                 |
| 13   | 00【L】SofiのSofficialCommustation - Sofi 13:30 We Love REDS 13:55 防災インフォ | 00 駒テラスへようこそ - 岡野美和子 55 防災インフォ                              |
| 14   | 00【L】SofiのSofficialCommustation - Sofi 13:30 We Love REDS 13:55 防災インフォ | 00 フェーズフリーでサスティナブル 「みんなのサンデー防災」 - 目黒公郎、黒瀬智恵 |
| 14   | 55 防犯ホットライン |                                                                                 |
| 15   | 00 【L】REDS WAVE Wide Zone ▽Come On! REDS ▽RED A Live ▽REDS After The Match ▽REDS Music ▽RED A Live Selection Replay ▽Selection Music 15:55 ようこそ浦和宿へ 16:55 地名百科 17:55 防災インフォ 18:55 ホットステージウラワケイバ 19:55 クリーンガイド 20:55 受信ガイド 21:55 Get Goal URAWA 22:55 Recommend Sounds 23:55 Recommend Sounds | 00 デジタル建設ジャーナル - 中辻景子、 八木橋育子、田久保彰太                   |
| 15   | 00 【L】REDS WAVE Wide Zone ▽Come On! REDS ▽RED A Live ▽REDS After The Match ▽REDS Music ▽RED A Live Selection Replay ▽Selection Music 15:55 ようこそ浦和宿へ 16:55 地名百科 17:55 防災インフォ 18:55 ホットステージウラワケイバ 19:55 クリーンガイド 20:55 受信ガイド 21:55 Get Goal URAWA 22:55 Recommend Sounds 23:55 Recommend Sounds | 55 ようこそ浦和宿へ - 浦和ガイド会                                              |
| 16   | 00 【L】REDS WAVE Wide Zone ▽Come On! REDS ▽RED A Live ▽REDS After The Match ▽REDS Music ▽RED A Live Selection Replay ▽Selection Music 15:55 ようこそ浦和宿へ 16:55 地名百科 17:55 防災インフォ 18:55 ホットステージウラワケイバ 19:55 クリーンガイド 20:55 受信ガイド 21:55 Get Goal URAWA 22:55 Recommend Sounds 23:55 Recommend Sounds | 00 JP TOP20 - 山川智也                                                          |
| 17   | 00 【L】REDS WAVE Wide Zone ▽Come On! REDS ▽RED A Live ▽REDS After The Match ▽REDS Music ▽RED A Live Selection Replay ▽Selection Music 15:55 ようこそ浦和宿へ 16:55 地名百科 17:55 防災インフォ 18:55 ホットステージウラワケイバ 19:55 クリーンガイド 20:55 受信ガイド 21:55 Get Goal URAWA 22:55 Recommend Sounds 23:55 Recommend Sounds | 00 JP TOP20 - 山川智也                                                          |
| 18   | 00 【L】REDS WAVE Wide Zone ▽Come On! REDS ▽RED A Live ▽REDS After The Match ▽REDS Music ▽RED A Live Selection Replay ▽Selection Music 15:55 ようこそ浦和宿へ 16:55 地名百科 17:55 防災インフォ 18:55 ホットステージウラワケイバ 19:55 クリーンガイド 20:55 受信ガイド 21:55 Get Goal URAWA 22:55 Recommend Sounds 23:55 Recommend Sounds | 00 大石吾朗 Premium G - 大石吾朗、 峠恵子                                       |
| 18   | 00 【L】REDS WAVE Wide Zone ▽Come On! REDS ▽RED A Live ▽REDS After The Match ▽REDS Music ▽RED A Live Selection Replay ▽Selection Music 15:55 ようこそ浦和宿へ 16:55 地名百科 17:55 防災インフォ 18:55 ホットステージウラワケイバ 19:55 クリーンガイド 20:55 受信ガイド 21:55 Get Goal URAWA 22:55 Recommend Sounds 23:55 Recommend Sounds | 55 ホットステージウラワケイバ                                                   |
| 19   | 00 【L】REDS WAVE Wide Zone ▽Come On! REDS ▽RED A Live ▽REDS After The Match ▽REDS Music ▽RED A Live Selection Replay ▽Selection Music 15:55 ようこそ浦和宿へ 16:55 地名百科 17:55 防災インフォ 18:55 ホットステージウラワケイバ 19:55 クリーンガイド 20:55 受信ガイド 21:55 Get Goal URAWA 22:55 Recommend Sounds 23:55 Recommend Sounds | 00 Radio Campus - 埼玉大学ラジオキャンパス制作委員会                            |
| 19   | 00 【L】REDS WAVE Wide Zone ▽Come On! REDS ▽RED A Live ▽REDS After The Match ▽REDS Music ▽RED A Live Selection Replay ▽Selection Music 15:55 ようこそ浦和宿へ 16:55 地名百科 17:55 防災インフォ 18:55 ホットステージウラワケイバ 19:55 クリーンガイド 20:55 受信ガイド 21:55 Get Goal URAWA 22:55 Recommend Sounds 23:55 Recommend Sounds | 55 クリーンガイド                                                               |
| 20   | 00 【L】REDS WAVE Wide Zone ▽Come On! REDS ▽RED A Live ▽REDS After The Match ▽REDS Music ▽RED A Live Selection Replay ▽Selection Music 15:55 ようこそ浦和宿へ 16:55 地名百科 17:55 防災インフォ 18:55 ホットステージウラワケイバ 19:55 クリーンガイド 20:55 受信ガイド 21:55 Get Goal URAWA 22:55 Recommend Sounds 23:55 Recommend Sounds | 00 ほっと、ひと息 - 小松原亜矢子                                                |
| 20   | 00 【L】REDS WAVE Wide Zone ▽Come On! REDS ▽RED A Live ▽REDS After The Match ▽REDS Music ▽RED A Live Selection Replay ▽Selection Music 15:55 ようこそ浦和宿へ 16:55 地名百科 17:55 防災インフォ 18:55 ホットステージウラワケイバ 19:55 クリーンガイド 20:55 受信ガイド 21:55 Get Goal URAWA 22:55 Recommend Sounds 23:55 Recommend Sounds | 55 受信ガイド                                                                   |
| 21   | 00 【L】REDS WAVE Wide Zone ▽Come On! REDS ▽RED A Live ▽REDS After The Match ▽REDS Music ▽RED A Live Selection Replay ▽Selection Music 15:55 ようこそ浦和宿へ 16:55 地名百科 17:55 防災インフォ 18:55 ホットステージウラワケイバ 19:55 クリーンガイド 20:55 受信ガイド 21:55 Get Goal URAWA 22:55 Recommend Sounds 23:55 Recommend Sounds | 00 Sound of Oasis～GOOD PERSON／COOL SAKE - カノン、妹尾理恵                    |
| 21   | 00 【L】REDS WAVE Wide Zone ▽Come On! REDS ▽RED A Live ▽REDS After The Match ▽REDS Music ▽RED A Live Selection Replay ▽Selection Music 15:55 ようこそ浦和宿へ 16:55 地名百科 17:55 防災インフォ 18:55 ホットステージウラワケイバ 19:55 クリーンガイド 20:55 受信ガイド 21:55 Get Goal URAWA 22:55 Recommend Sounds 23:55 Recommend Sounds | 55 The RED Voice                                                                |
| 22   | 00 【L】REDS WAVE Wide Zone ▽Come On! REDS ▽RED A Live ▽REDS After The Match ▽REDS Music ▽RED A Live Selection Replay ▽Selection Music 15:55 ようこそ浦和宿へ 16:55 地名百科 17:55 防災インフォ 18:55 ホットステージウラワケイバ 19:55 クリーンガイド 20:55 受信ガイド 21:55 Get Goal URAWA 22:55 Recommend Sounds 23:55 Recommend Sounds | 00 Luca 地球予報【再】 - 小島彗来･エル･ミカ                                     |
| 22   | 00 【L】REDS WAVE Wide Zone ▽Come On! REDS ▽RED A Live ▽REDS After The Match ▽REDS Music ▽RED A Live Selection Replay ▽Selection Music 15:55 ようこそ浦和宿へ 16:55 地名百科 17:55 防災インフォ 18:55 ホットステージウラワケイバ 19:55 クリーンガイド 20:55 受信ガイド 21:55 Get Goal URAWA 22:55 Recommend Sounds 23:55 Recommend Sounds | 30 Music Shot                                                                   |
| 22   | 00 【L】REDS WAVE Wide Zone ▽Come On! REDS ▽RED A Live ▽REDS After The Match ▽REDS Music ▽RED A Live Selection Replay ▽Selection Music 15:55 ようこそ浦和宿へ 16:55 地名百科 17:55 防災インフォ 18:55 ホットステージウラワケイバ 19:55 クリーンガイド 20:55 受信ガイド 21:55 Get Goal URAWA 22:55 Recommend Sounds 23:55 Recommend Sounds | 55 Recommend Sounds                                                             |
| 23   | 00 【L】REDS WAVE Wide Zone ▽Come On! REDS ▽RED A Live ▽REDS After The Match ▽REDS Music ▽RED A Live Selection Replay ▽Selection Music 15:55 ようこそ浦和宿へ 16:55 地名百科 17:55 防災インフォ 18:55 ホットステージウラワケイバ 19:55 クリーンガイド 20:55 受信ガイド 21:55 Get Goal URAWA 22:55 Recommend Sounds 23:55 Recommend Sounds | 00 20世紀ポップスアワー - 森 陽子                                               |
| 23   | 55 Recommend Sounds |                                                                                 |
| 0    | 00 週刊!本庄強〈FMひめ〉 | 00 あかねサステナブル～サムライジングspecia - 村井飛斗                          |
| 1    | 00 SPACE SHOWER RADIO〈FMおびひろ〉 | 00 吉祥寺アンリミテッド〈むさしのFM〉- 坂本和則                                 |
| 1    | 30 梶原和義の人間宇宙論〈FMみっきぃ〉 | 30 バクホミのB.A.C Night!! - B.A.C HOMIES                                       |
| 2    | 00 湘南ベース | 00 美加のNice 'N' Easyタイム - 大橋美加                                         |
| 3    | 00 なべやかんのブヒブヒスパークタイム〈FM世田谷〉 | 00 真夜中の訪問者                                                               |
| 4    | 00 Power Up More Nippon | 00 花火の星〈FMはなび〉                                                         |
| 4    | 00 Power Up More Nippon | 00 吉田メロディとステキな時間〈FMひたち〉                                       |